# Mittelirische Sprache
Als Mittelirisch (irisch Meán-Ghaeilge, schottisch-gälisch Meadhan-Ghàidhlig, englisch Middle Irish oder Middle Gaelic) wird die Sprachstufe des Irischen zwischen dem Altirischen und dem Frühneuirischen bezeichnet. Sie beginnt etwa mit der Hochzeit der Wikingereinfälle in Irland und endet bald nach der normannischen Eroberung weiter Teile der Insel im späten 12. Jahrhundert. Die neuere Forschung setzt für das Mittelirische den Zeitraum zwischen etwa 900 und 1200 an.

## Entstehung und Bedeutung
Das eigentliche Merkmal des Mittelirischen ist jedoch die weitgehende Auflösung der Standardisierung des Altirischen. Da es mit dieser Entwicklung beginnt und bis zum Beginn der sogenannten „klassischen“ Periode des Irischen ab 1200 reicht, wird es von vielen Forschern als eine Art Zwischenstadium ohne wirklich eigenes Wesen angesehen.
Die Wikinger wurden in Irland, anders als beispielsweise in Schottland, nur in den Städten sesshaft und wurden daher vorwiegend als Brandschatzer, Mörder usw. wahrgenommen. Dies trifft laut Überlieferungen insbesondere auf die Klöster zu, die als (angebliche oder wirkliche) Hüter von Schätzen und Reichtümern besonders begehrte Ziele der Überfälle darstellten. Da die Klöster jedoch bis zum Beginn der normannischen Zeit die Hauptentstehungsorte der überlieferten Handschriften und wohl auch Träger der sprachlichen (und einiger kultureller) Normen waren, ist es naheliegend, dass sich die Unruhen im Land verändernd auf die Qualität der gesprochenen und geschriebenen Sprache auswirkten. Vermutlich setzten viele Klöster andere Prioritäten (etwa die Verteidigung und die Geltendmachung von Gebietsansprüchen), so dass die sprachliche und literarische Ausbildung der Mönche zu kurz gekommen sein könnte. Im einfachen Volk dürften die Unruhen auf Dauer ohnehin zu sprachlichen Veränderungen geführt haben, deren Ausmaß heute nicht mehr eingeschätzt werden kann. Der Umstand, dass die Auflösung des relativ stark standardisierten grammatischen und orthographischen Systems des Altirischen und der Höhepunkt der Wikingerzeit zeitlich parallel stattfanden, ist jedoch nicht bestreitbar.
Trotz der teils schwierigen äußeren Umstände wurde in der mittelirischen Periode eine Vielzahl von Werken geschaffen, übersetzt, kopiert und häufig mit konkreten Zielsetzungen bearbeitet. Ein großer Teil dieser Werke geht wahrscheinlich auf altirische Originale bzw. Vorbilder zurück. Die meisten frühen irischen Sagen und Erzählungen kennen wir aus Handschriften, die in mittel- oder frühneuirischer Zeit niedergeschrieben wurden. Häufig sind in diesen Texten Passagen aus alt- und mittelirischer Zeit sowie Prosa und Lyrik vermischt. Zudem wurden Annalen, Genealogien, Rechtstexte, Abhandlungen zu einer Vielzahl von Themen wie Geschichte, Natur und Medizin verfasst, übersetzt (u. a. Vergils Aeneis) oder bearbeitet.

## Merkmale
Im Großen und Ganzen ist das Mittelirische von einer Vereinfachung der teilweise sehr komplizierten altirischen Grammatik gekennzeichnet. Die augenfälligste Entwicklung besteht wohl in der Auflösung des doppelten Verbalsystems im Altirischen. In den meisten Fällen dienen nun die konjunkten bzw. prototonischen (also vormals abhängigen) Verbformen als Grundformen. Wenige Ausnahmen sind bis heute als unregelmäßige Verben im modernen Irisch erhalten.
Weitere Merkmale sind der Wegfall des neutralen Geschlechts der Substantive und Adjektive, der zögerlich zunehmende Einsatz von analytischen Bildungen und Verlaufsformen. Die oft unregelmäßige Orthographie weist zudem darauf hin, dass alle unbetonten Kurzvokale zum Zentralvokal /⁠ə⁠/ neutralisiert werden (diese Entwicklung begann bereits im Spätaltirischen, ab ca. 750). Die im Altirischen noch unterschiedenen Laute /⁠ð⁠/ und /⁠ɣ⁠/ fallen zu /⁠ɣ⁠/ zusammen. Der stimmlose dentale Frikativ /⁠θ⁠/ wurde zu /⁠h⁠/ verhaucht. Ansonsten sind eine oft kaum nachzuvollziehende, unregelmäßige Verwendung älterer und modernerer Wortformen sowie allgemein starke Unregelmäßigkeiten in Orthographie und Grammatik zu verzeichnen.